# Villevieille
Pour les articles homonymes, voir Villevieille (homonymie).
Villevieille est une commune française située dans le sud du département du Gard, en région Occitanie.
Exposée à un climat méditerranéen, elle est drainée par le Vidourle, le ruisseau d'Aigalade, le ruisseau des Corbières et par un autre cours d'eau. La commune possède un patrimoine naturel remarquable composé de quatre zones naturelles d'intérêt écologique, faunistique et floristique.
Villevieille est une commune urbaine qui compte 1 874 habitants en 2022, après avoir connu une forte hausse de la population depuis 1962. Elle est dans l'unité urbaine de Sommières et fait partie de l'aire d'attraction de Montpellier. Ses habitants sont appelés les Villeviellois et Villevielloises.
Le patrimoine architectural de la commune comprend quatre  immeubles protégés au titre des monuments historiques : le pigeonnier de Pondres, inscrit en 1964, le château, classé en 1971, le village préhistorique de Fontbouisse, classé en 1979, et le château de Pondres, inscrit en 1990.

## Géographie
Village gardois situé en bordure du fleuve Vidourle, Villevieille est située à 25 km de Nîmes.
|            | Fontanès     | Souvignargues        |
| Salinelles | Villevieille | Aujargues, Congénies |
| Sommières  |              | Junas                |

Villevieille est l'une des 79 communes membres du Schéma de cohérence territoriale (SCOT) du sud du Gard et fait également partie des 51 communes du Pays Vidourle-Camargue.

### Climat
Pour des articles plus généraux, voir Climat de l'Occitanie et Climat du Gard.
En 2010, le climat de la commune est de type climat méditerranéen franc, selon une étude s'appuyant sur une série de données couvrant la période 1971-2000. En 2020, Météo-France publie une typologie des climats de la France métropolitaine dans laquelle la commune est exposée à un climat méditerranéen et est dans la région climatique Provence, Languedoc-Roussillon, caractérisée par une pluviométrie faible en été, un très bon ensoleillement (2 600 h/an), un été chaud (21,5 °C), un air très sec en été, sec en toutes saisons, des vents forts (fréquence de 40 à 50 % de vents > 5 m/s) et peu de brouillards.
Pour la période 1971-2000, la température annuelle moyenne est de 14,1 °C, avec une amplitude thermique annuelle de 17,3 °C. Le cumul annuel moyen de précipitations est de 759 mm, avec 5,8 jours de précipitations en janvier et 2,9 jours en juillet. Pour la période 1991-2020, la température moyenne annuelle observée sur la station météorologique installée sur la commune est de 14,8 °C et le cumul annuel moyen de précipitations est de 761,1 mm,. Pour l'avenir, les paramètres climatiques de la commune estimés pour 2050 selon différents scénarios d'émission de gaz à effet de serre sont consultables sur un site dédié publié par Météo-France en novembre 2022.
| Mois                                  | jan.             | fév.             | mars             | avril         | mai            | juin           | jui.            | août           | sep.           | oct.            | nov.            | déc.            | année      |
| ------------------------------------- | ---------------- | ---------------- | ---------------- | ------------- | -------------- | -------------- | --------------- | -------------- | -------------- | --------------- | --------------- | --------------- | ---------- |
| Température minimale moyenne (°C)     | 1,8              | 1,7              | 4,4              | 7,2           | 10,8           | 14,3           | 16,6            | 16,5           | 12,9           | 10,2            | 5,6             | 2,5             | 8,7        |
| Température moyenne (°C)              | 6,8              | 7,5              | 10,7             | 13,4          | 17,2           | 21,3           | 24,1            | 23,9           | 19,6           | 15,6            | 10,6            | 7,4             | 14,8       |
| Température maximale moyenne (°C)     | 11,9             | 13,3             | 16,9             | 19,5          | 23,7           | 28,4           | 31,5            | 31,2           | 26,3           | 21              | 15,6            | 12,3            | 21         |
| Record de froid (°C) date du record   | −13,9 15.01.1985 | −10,1 11.02.1986 | −10,7 07.03.1971 | −2,7 08.04.21 | 0,9 05.05.1977 | 5,1 03.06.1975 | 7,5 17.07.00    | 5,5 29.08.1974 | 2,2 21.09.1977 | −2,2 23.10.1974 | −7,9 24.11.1998 | −9,7 20.12.09   | −13,9 1985 |
| Record de chaleur (°C) date du record | 22,4 10.01.15    | 24,5 19.02.1989  | 28,7 31.03.12    | 31,4 08.04.11 | 35,5 29.05.01  | 45,4 28.06.19  | 41,6 07.07.1982 | 42,9 23.08.23  | 36 05.09.16    | 33,1 02.10.1997 | 26,3 03.11.1970 | 22,1 17.12.1985 | 45,4 2019  |
| Précipitations (mm)                   | 62,2             | 42,5             | 47               | 71,2          | 53,1           | 39,3           | 21,6            | 48,8           | 107,6          | 103,7           | 97,8            | 66,3            | 761,1      |

### Milieux naturels et biodiversité
L’inventaire des zones naturelles d'intérêt écologique, faunistique et floristique (ZNIEFF) a pour objectif de réaliser une couverture des zones les plus intéressantes sur le plan écologique, essentiellement dans la perspective d’améliorer la connaissance du patrimoine naturel national et de fournir aux différents décideurs un outil d’aide à la prise en compte de l’environnement dans l’aménagement du territoire.
Trois ZNIEFF de type 1 sont recensées sur la commune :
- le « bois de Camp Freychat » (162 ha), couvrant 3 communes du département[7] ;
- le « cours du Vidourle de Salinelles à Gallargues » (153 ha), couvrant 10 communes dont 6 dans le Gard et 4 dans l'Hérault[8] ;
- le « vallon du ruisseau des Corbières » (72 ha), couvrant 4 communes du département[9] ;

et une ZNIEFF de type 2, : 
la « vallée du Vidourle de Sauve aux étangs » (691 ha), couvrant 21 communes dont 16 dans le Gard et 5 dans l'Hérault.

Carte des ZNIEFF de type 1 et 2 à Villevieille.
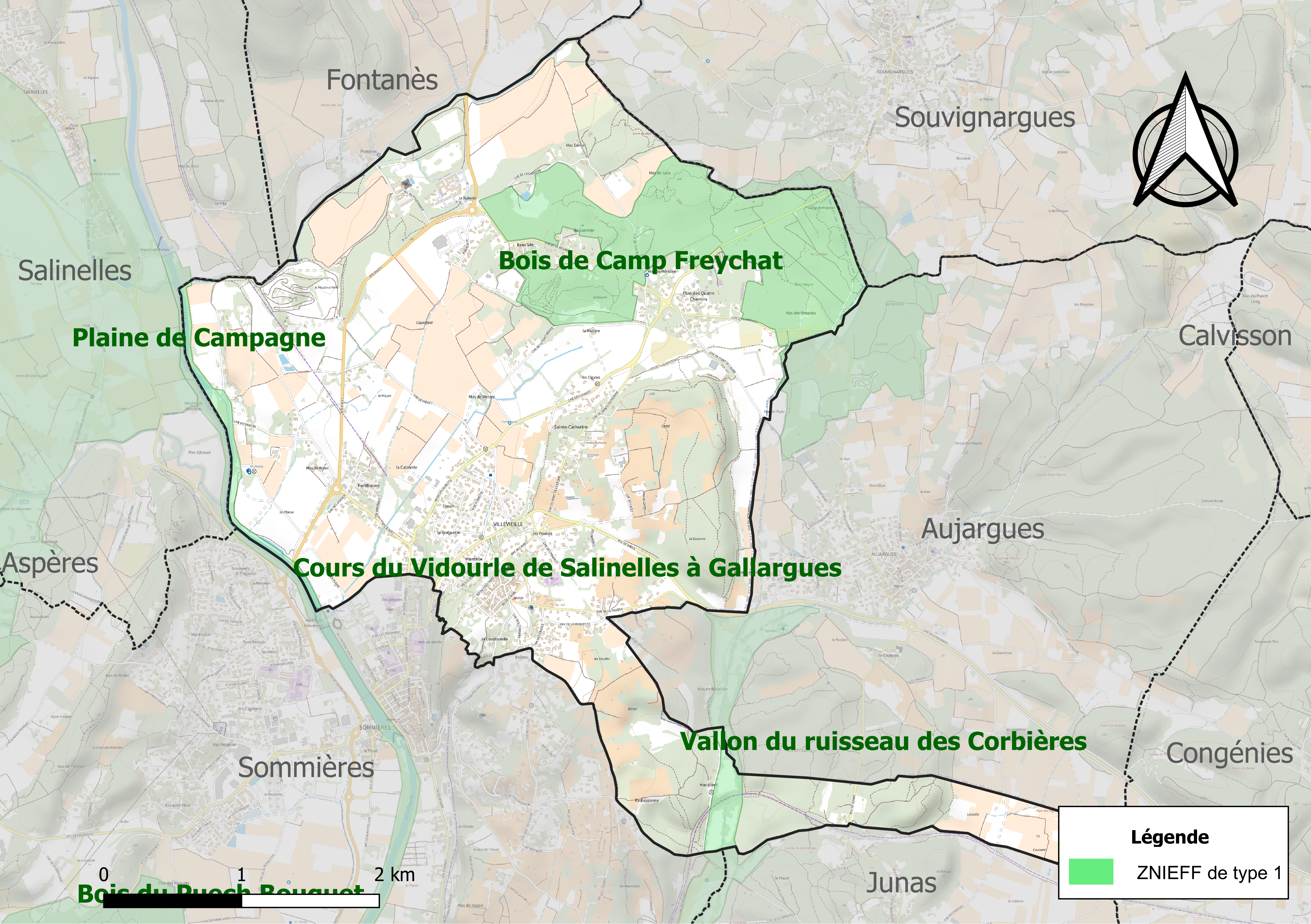
Carte des ZNIEFF de type 1 sur la commune.
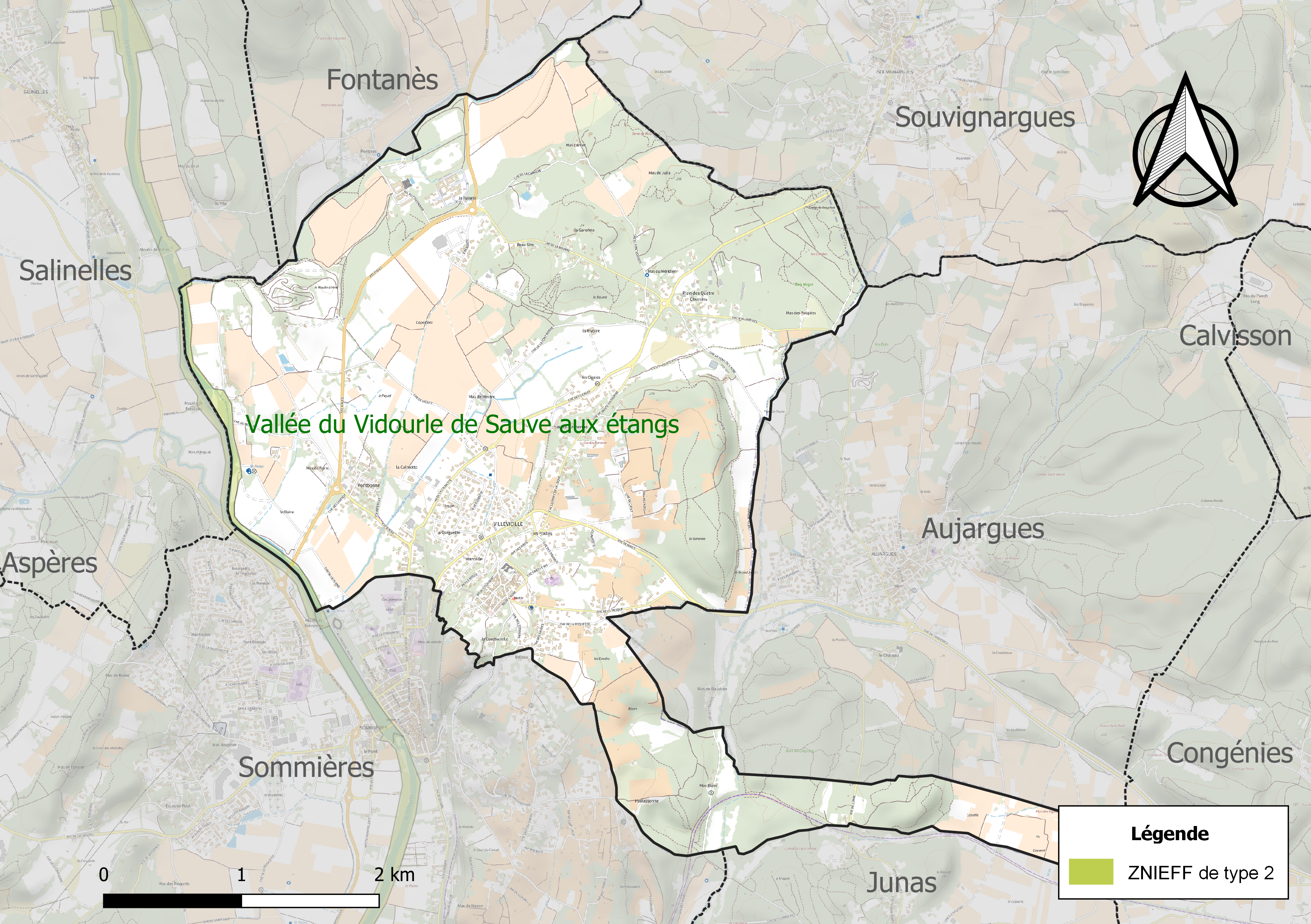
Carte de la ZNIEFF de type 2 sur la commune.

## Urbanisme

### Typologie
Au 1er janvier 2024, Villevieille est catégorisée petite ville, selon la nouvelle grille communale de densité à sept niveaux définie par l'Insee en 2022.
Elle appartient à l'unité urbaine de Sommières, une agglomération intra-départementale regroupant trois  communes, dont elle est une commune de la banlieue,,. Par ailleurs la commune fait partie de l'aire d'attraction de Montpellier, dont elle est une commune de la couronne,. Cette aire, qui regroupe 161 communes, est catégorisée dans les aires de 700 000 habitants ou plus (hors Paris),.

### Occupation des sols
L'occupation des sols de la commune, telle qu'elle ressort de la base de données européenne d’occupation biophysique des sols Corine Land Cover (CLC), est marquée par l'importance des territoires agricoles (55,3 % en 2018), en diminution par rapport à 1990 (63,4 %). La répartition détaillée en 2018 est la suivante : 
cultures permanentes (49,1 %), forêts (21,8 %), zones urbanisées (16,1 %), milieux à végétation arbustive et/ou herbacée (6,8 %), zones agricoles hétérogènes (6,2 %). L'évolution de l’occupation des sols de la commune et de ses infrastructures peut être observée sur les différentes représentations cartographiques du territoire : la carte de Cassini (XVIIIe siècle), la carte d'état-major (1820-1866) et les cartes ou photos aériennes de l'IGN pour la période actuelle (1950 à aujourd'hui).

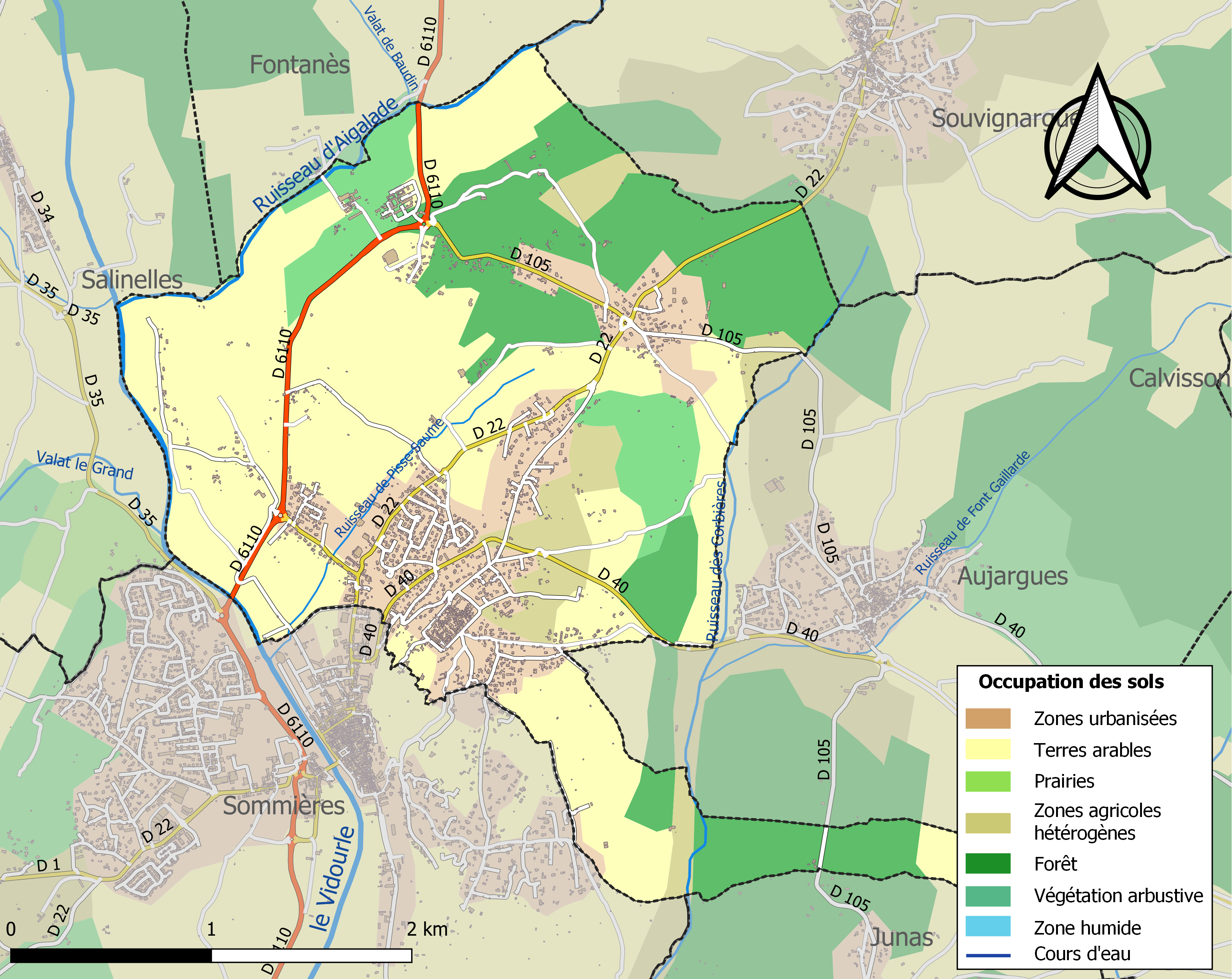
Carte des infrastructures et de l'occupation des sols de la commune en 2018 (CLC).

### Risques majeurs
Le territoire de la commune de Villevieille est vulnérable à différents aléas naturels : météorologiques (tempête, orage, neige, grand froid, canicule ou sécheresse), inondations, feux de forêts et séisme (sismicité faible). Il est également exposé à un risque technologique,  le transport de matières dangereuses. Un site publié par le BRGM permet d'évaluer simplement et rapidement les risques d'un bien localisé soit par son adresse soit par le numéro de sa parcelle.

#### Risques naturels
La commune fait partie du territoire à risques importants d'inondation (TRI) de Montpellier/Lunel/Maugio/Palavas, regroupant 49 communes du bassin de vie de l'Montpellier et s'étendant sur les départements de  l'Hérault et du Gard, un des 31 TRI qui ont été arrêtés fin 2012 sur le bassin Rhône-Méditerranée, retenu au regard des risques de submersions marines et de débordements du Vistre, du Vidourle, du Lez et de la Mosson. Parmi les derniers événements significatifs qui ont touché le territoire, peuvent être citées les crues de septembre 2002 et de septembre 2003 (Vidourle) et les tempêtes de novembre 1982 et décembre 1997 qui ont touché le littoral. Des cartes des surfaces inondables ont été établies pour trois scénarios : fréquent (crue de temps de retour de 10 ans à 30 ans), moyen (temps de retour de 100 ans à 300 ans) et extrême (temps de retour de l'ordre de 1 000 ans, qui met en défaut tout système de protection),. La commune a été reconnue en état de catastrophe naturelle au titre des dommages causés par les inondations et coulées de boue survenues en 1982, 1988, 1992, 1994, 2001, 2002, 2005 et 2014,.

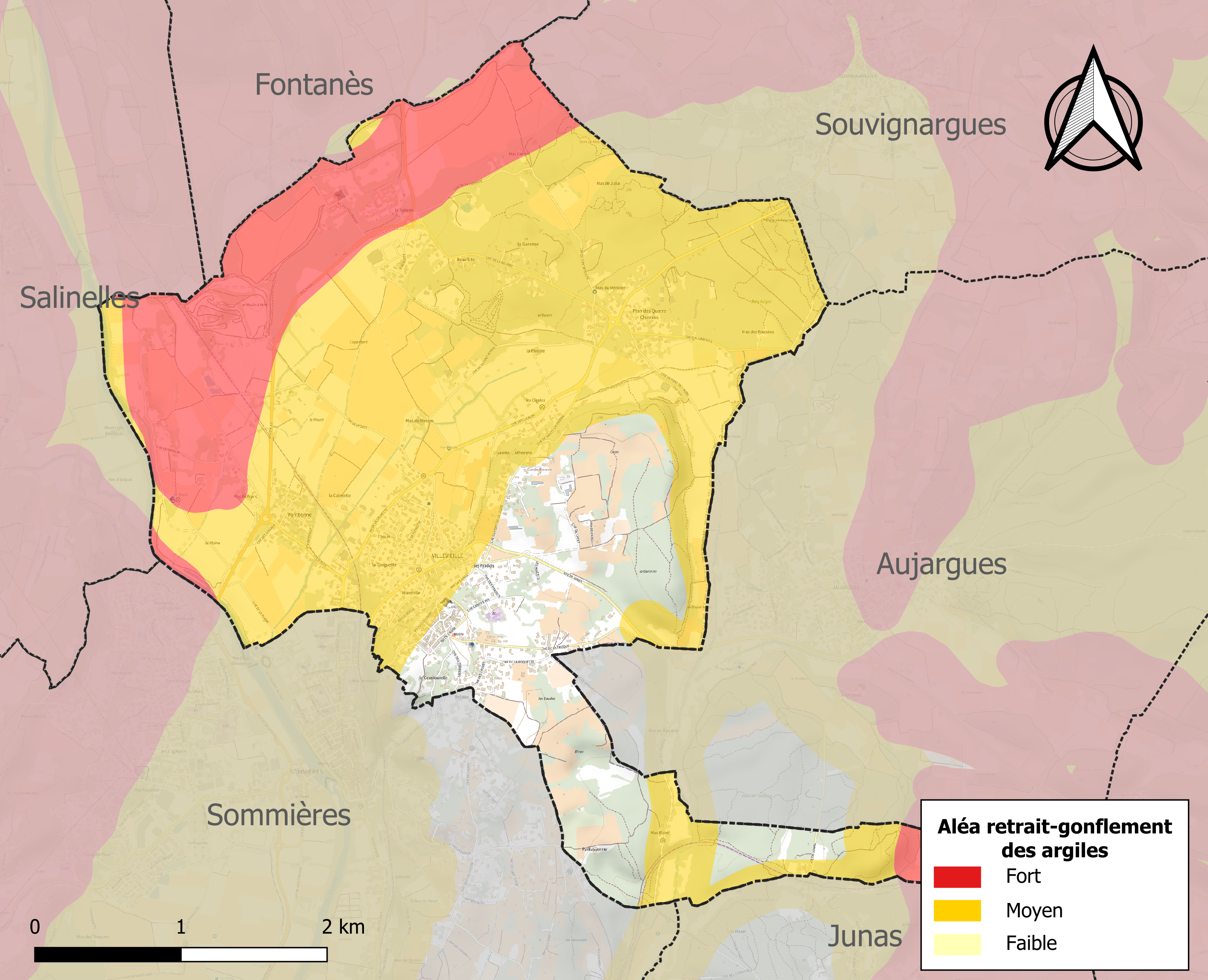
Carte des zones d'aléa retrait-gonflement des sols argileux de Villevieille.

Le retrait-gonflement des sols argileux est susceptible d'engendrer des dommages importants aux bâtiments en cas d’alternance de périodes de sécheresse et de pluie. 79,7 % de la superficie communale est en aléa moyen ou fort (67,5 % au niveau départemental et 48,5 % au niveau national). Sur les 833 bâtiments dénombrés sur la commune en 2019, 591 sont en aléa moyen ou fort, soit 71 %, à comparer aux 90 % au niveau départemental et 54 % au niveau national. Une cartographie de l'exposition du territoire national au retrait gonflement des sols argileux est disponible sur le site du BRGM,.
Par ailleurs, afin de mieux appréhender le risque d’affaissement de terrain, l'inventaire national des cavités souterraines permet de localiser celles situées sur la commune.

#### Risques technologiques
Le risque de transport de matières dangereuses sur la commune est lié à sa traversée par des infrastructures routières ou ferroviaires importantes ou la présence d'une canalisation de transport d'hydrocarbures. Un accident se produisant sur de telles infrastructures est en effet susceptible d’avoir des effets graves au bâti ou aux personnes jusqu’à 350 m, selon la nature du matériau transporté. Des dispositions d’urbanisme peuvent être préconisées en conséquence.

## Politique et administration

### Liste des maires
| Période    | Période  | Identité         | Étiquette | Qualité   |
| ---------- | -------- | ---------------- | --------- | --------- |
| avant 1981 | ?        | Alfred Vercler   | DVG       |           |
| 1989       | 1991     | Christian Ricard |           |           |
| 1991       | 1993     | Pierre Rolland   | DVG       |           |
| 1993       | 2014     | Maurice Fort     | SE        |           |
| 2014       | En cours | Cécile Marquier  | SE        | comptable |

### Canton
La commune fait partie du canton de Sommières, qui dépend de l'arrondissement de Nîmes et de la deuxième circonscription du Gard.

## Population et société

### Démographie
L'évolution du nombre d'habitants est connue à travers les recensements de la population effectués dans la commune depuis 1793. Pour les communes de moins de 10 000 habitants, une enquête de recensement portant sur toute la population est réalisée tous les cinq ans, les populations de référence des années intermédiaires étant quant à elles estimées par interpolation ou extrapolation. Pour la commune, le premier recensement exhaustif entrant dans le cadre du nouveau dispositif a été réalisé en 2005.

En 2022, la commune comptait 1 874 habitants, en évolution de +9,53 % par rapport à 2016 (Gard : +2,97 %, France hors Mayotte : +2,11 %).
| 1793 | 1800 | 1806 | 1821 | 1831 | 1836 | 1841 | 1846 | 1851 |
| ---- | ---- | ---- | ---- | ---- | ---- | ---- | ---- | ---- |
| 482  | 504  | 509  | 541  | 507  | 483  | 462  | 450  | 472  |

| 1856 | 1861 | 1866 | 1872 | 1876 | 1881 | 1886 | 1891 | 1896 |
| ---- | ---- | ---- | ---- | ---- | ---- | ---- | ---- | ---- |
| 450  | 434  | 440  | 429  | 384  | 334  | 326  | 319  | 292  |

| 1901 | 1906 | 1911 | 1921 | 1926 | 1931 | 1936 | 1946 | 1954 |
| ---- | ---- | ---- | ---- | ---- | ---- | ---- | ---- | ---- |
| 326  | 333  | 361  | 283  | 324  | 334  | 322  | 332  | 289  |

| 1962 | 1968 | 1975 | 1982 | 1990  | 1999  | 2005  | 2006  | 2010  |
| ---- | ---- | ---- | ---- | ----- | ----- | ----- | ----- | ----- |
| 343  | 507  | 650  | 936  | 1 030 | 1 196 | 1 506 | 1 558 | 1 681 |

| 2015  | 2020  | 2022  | - | - | - | - | - | - |
| ----- | ----- | ----- | - | - | - | - | - | - |
| 1 697 | 1 832 | 1 874 | - | - | - | - | - | - |

### Manifestations culturelles et festivités
- Fête de printemps mi-mai.
- Fête votive : à partir du jeudi suivant le 15 août jusqu'au lundi.
- Petit marché tous les jeudis soir de 17h à 21h.
- Festival de musique[25].

### Cultes
Les personnes de confession catholique disposent d'un lieu de culte, l'église Saint-Baudile.

## Économie

### Revenus
En 2018  (données Insee publiées en septembre 2021), la commune compte 770 ménages fiscaux, regroupant 1 849 personnes. La médiane du revenu disponible par unité de consommation est de 23 470 € (20 020 € dans le département).

### Emploi
|                | 2008   | 2013  | 2018  |
| -------------- | ------ | ----- | ----- |
| Commune        | 7,6 %  | 9,8 % | 8,2 % |
| Département    | 10,6 % | 12 %  | 12 %  |
| France entière | 8,3 %  | 10 %  | 10 %  |

En 2018, la population âgée de 15 à 64 ans s'élève à 969 personnes, parmi lesquelles on compte 74,1 % d'actifs (65,9 % ayant un emploi et 8,2 % de chômeurs) et 25,9 % d'inactifs,. Depuis 2008, le taux de chômage communal (au sens du recensement) des 15-64 ans est inférieur à celui de la France et du département.
La commune fait partie de la couronne de l'aire d'attraction de Montpellier, du fait qu'au moins 15 % des actifs travaillent dans le pôle,. Elle compte 291 emplois en 2018, contre 316 en 2013 et 240 en 2008. Le nombre d'actifs ayant un emploi résidant dans la commune est de 653, soit un indicateur de concentration d'emploi de 44,5 % et un taux d'activité parmi les 15 ans ou plus de 49,6 %.
Sur ces 653 actifs de 15 ans ou plus ayant un emploi, 125 travaillent dans la commune, soit 19 % des habitants. Pour se rendre au travail, 88,3 % des habitants utilisent un véhicule personnel ou de fonction à quatre roues, 2,2 % les transports en commun, 4,3 % s'y rendent en deux-roues, à vélo ou à pied et 5,1 % n'ont pas besoin de transport (travail au domicile).

### Activités hors agriculture

#### Secteurs d'activités
157 établissements sont implantés  à Villevieille au 31 décembre 2019. Le tableau ci-dessous en détaille le nombre par secteur d'activité et compare les ratios avec ceux du département,.
| Secteur d'activité                                                                                        | Commune | Commune | Département |
| Secteur d'activité                                                                                        | Nombre  | %       | %           |
| --- | ------- | ------- | ----------- |
| Ensemble                                                                                                  | 157     | 100 %   | (100 %)     |
| Industrie manufacturière, industries extractives et autres                                                | 11      | 7 %     | (7,9 %)     |
| Construction                                                                                              | 19      | 12,1 %  | (15,5 %)    |
| Commerce de gros et de détail, transports, hébergement et restauration                                    | 35      | 22,3 %  | (30 %)      |
| Information et communication                                                                              | 8       | 5,1 %   | (2,2 %)     |
| Activités financières et d'assurance                                                                      | 2       | 1,3 %   | (3 %)       |
| Activités immobilières                                                                                    | 2       | 1,3 %   | (4,1 %)     |
| Activités spécialisées, scientifiques et techniques et activités de services administratifs et de soutien | 39      | 24,8 %  | (14,9 %)    |
| Administration publique, enseignement, santé humaine et action sociale                                    | 30      | 19,1 %  | (13,5 %)    |
| Autres activités de services                                                                              | 11      | 7 %     | (8,8 %)     |

Le secteur des activités spécialisées, scientifiques et techniques et des activités de services administratifs et de soutien est prépondérant sur la commune puisqu'il représente 24,8 % du nombre total d'établissements de la commune (39 sur les 157 entreprises implantées  à Villevieille), contre 14,9 % au niveau départemental.

#### Entreprises et commerces
Les cinq entreprises ayant leur siège social sur le territoire communal qui génèrent le plus de chiffre d'affaires en 2020 sont : 
- La Picholine, autres commerces de détail alimentaires en magasin spécialisé (711 k€) ;
- Inexine, portails Internet (463 k€) ;
- Wiseconsult - Idi, ingénierie, études techniques (377 k€) ;
- Alonso Bois Charpente Construction, fabrication de charpentes et d'autres menuiseries (240 k€) ;
- Boomup, conseil pour les affaires et autres conseils de gestion (143 k€).

### Agriculture
La commune est dans le « Soubergues », une petite région agricole occupant une frange sud-ouest du département du Gard. En 2020, l'orientation technico-économique de l'agriculture  sur la commune est la viticulture. 
|               | 1988 | 2000 | 2010 | 2020 |
| ------------- | ---- | ---- | ---- | ---- |
| Exploitations | 49   | 32   | 19   | 24   |
| SAU (ha)      | 354  | 317  | 305  | 272  |

Le nombre d'exploitations agricoles en activité et ayant leur siège dans la commune est passé de 49 lors du recensement agricole de 1988  à 32 en 2000 puis à 19 en 2010 et enfin à 24 en 2020, soit une baisse de 51 % en 32 ans. Le même mouvement est observé à l'échelle du département qui a perdu pendant cette période 61 % de ses exploitations,. La surface agricole utilisée sur la commune a également diminué, passant de 354 ha en 1988 à 272 ha en 2020. Parallèlement la surface agricole utilisée moyenne par exploitation a augmenté, passant de 7 à 11 ha.

## Culture locale et patrimoine

### Lieux et monuments

#### Patrimoine religieux
- Église Saint-Baudile de Villevieille.
- Temple protestant de Villevieille.

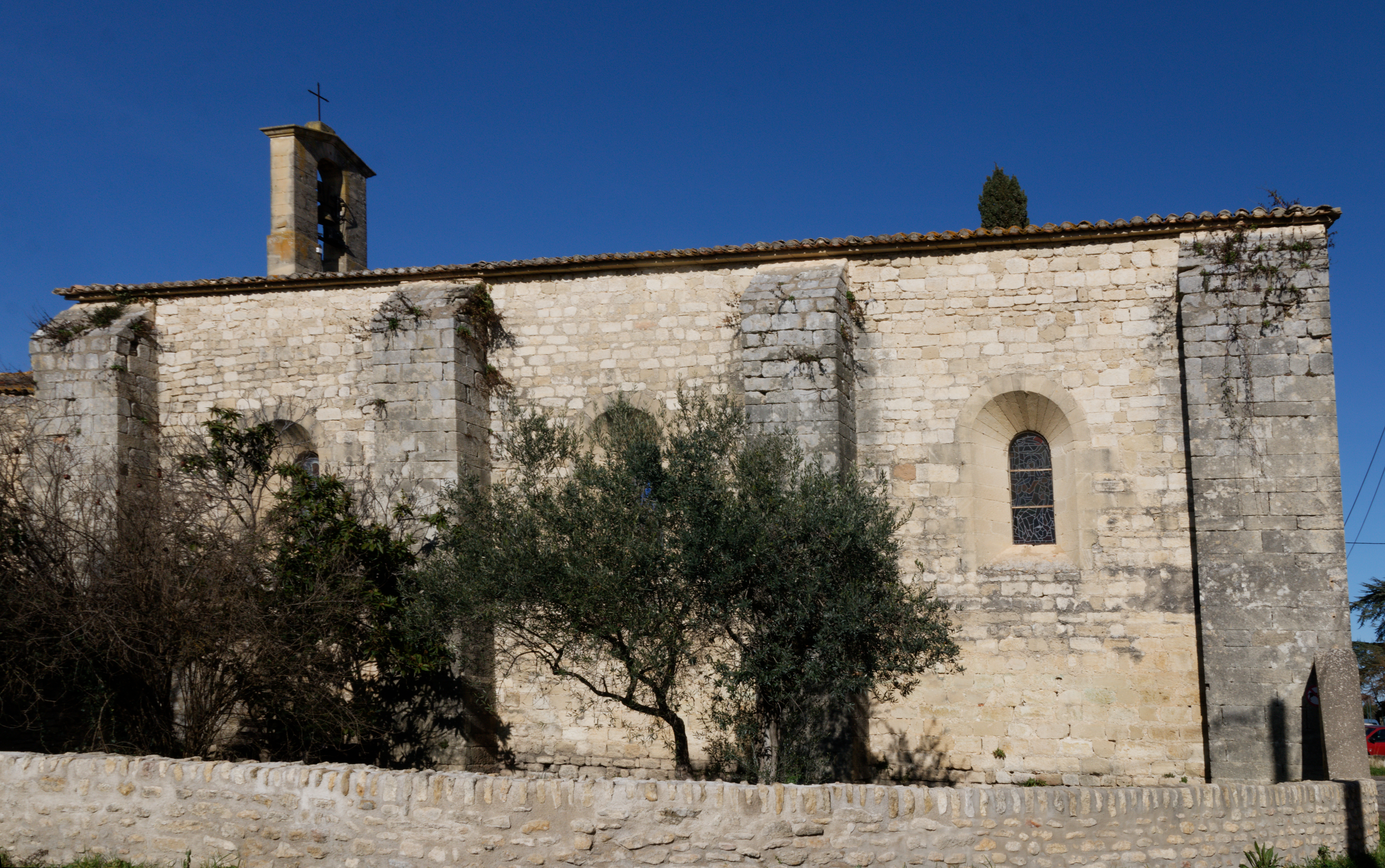
Église Saint-Baudile.
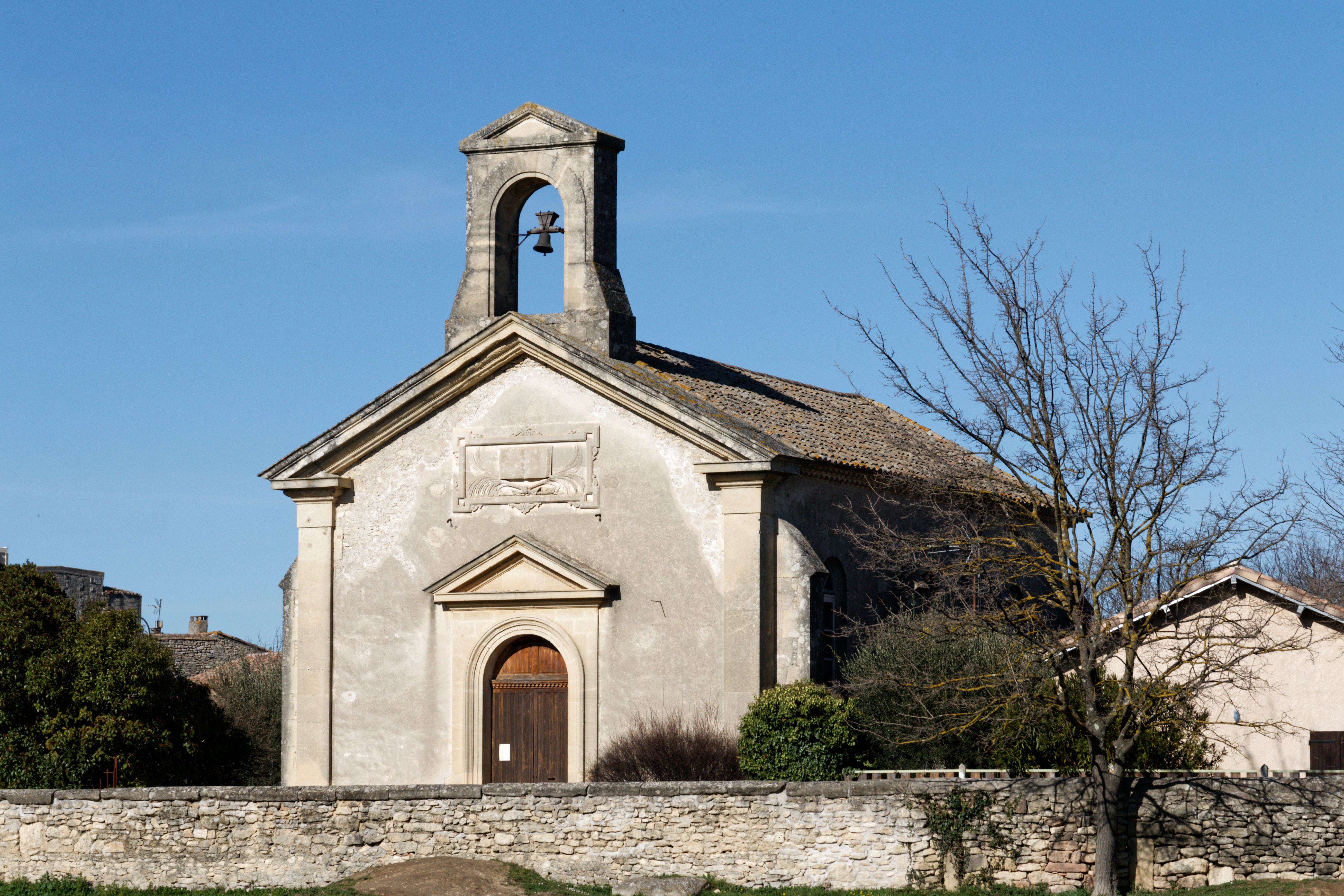
Temple protestant.

#### Patrimoine civil

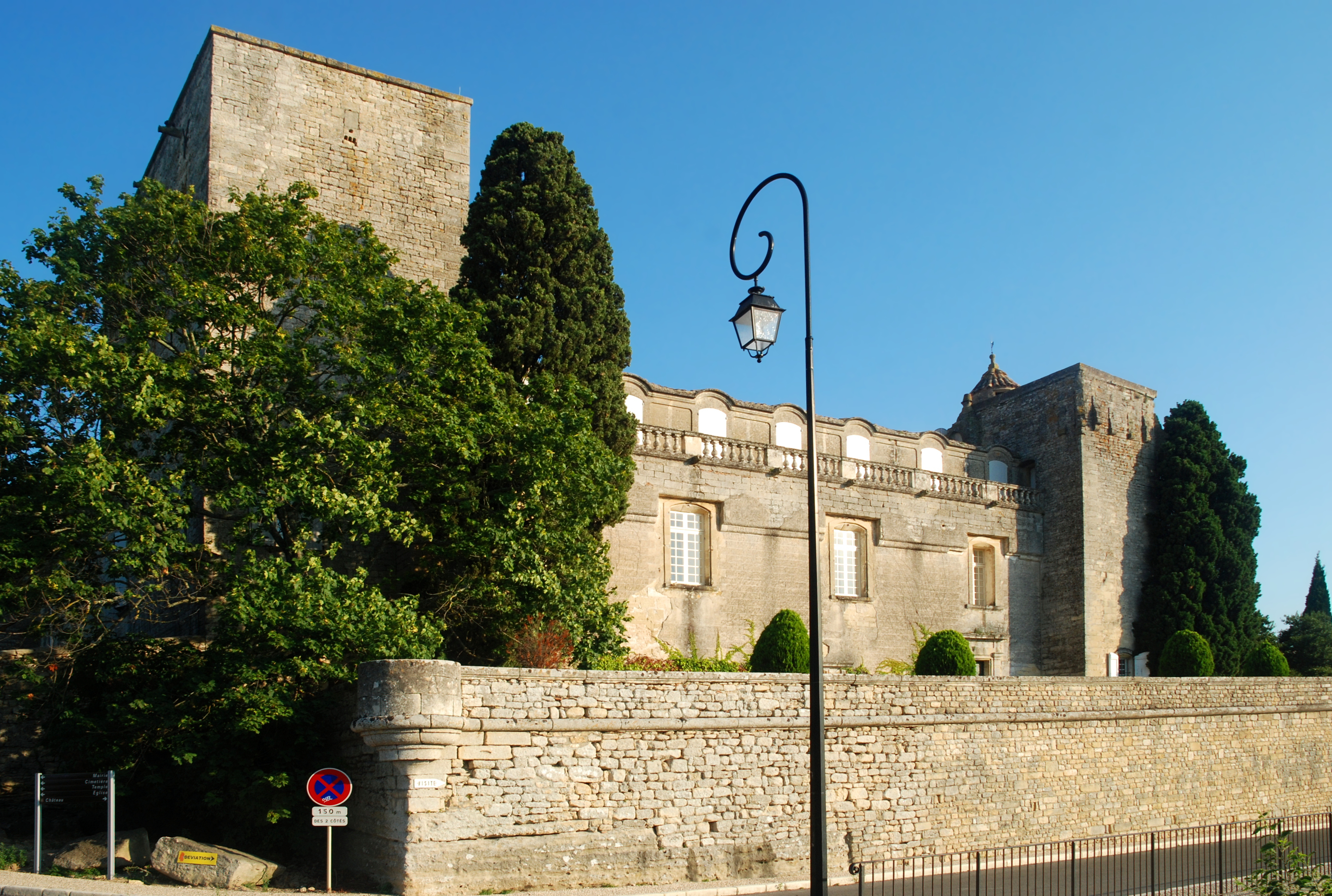
Château de Villevieille.

- Le terroir de la commune s'orne d'abris en pierre sèche construits en molasse calcaire et appelés localement cabanes (avant la vogue du terme nîmois capitelle). Un tiers des cabanes recensées ont la forme remarquable d'un parallélépipède surmonté d'un cylindre en retrait. Les millésimes gravés dans la pierre permettent de dater ces constructions des 2e et 3e quarts du XIXe siècle[32].
- Le château de Villevieille du XIe siècle, remanié au XIIIe siècle, au XIVe siècle et au XVIIIe siècle a été classé monument historique le 2 juillet 1971 : ses façades et ses toitures ainsi que l'escalier intérieur, le grand salon du premier étage et la chapelle avec leur décor. Il est ouvert au public depuis 1968, année où il a reçu le prix des Chefs-d'œuvre en péril (propriété privée)[33].
- Le site de l'ancien oppidum gallo-romain, à proximité du vieux village sur le plateau.
- Le Village préhistorique de Fontbouisse, dont il ne reste que des vestiges, a été classé monument historique le 4 juillet 1979[34] (propriété privée).
- Le château de Pondres du XIIe siècle, remanié au XVIIe siècle, a été inscrit monument historique le 6 décembre 1990 ; le pigeonnier de Pondres du XVIIe siècle l'a été le 13 mars 1964[34] mais il se trouve dans un état de dégradation inquiétant. Considéré comme l'un des plus vastes châteaux du département, cet édifice en péril bénéficie depuis peu d'une restauration (propriété privée).
- La tour de l'horloge, ancienne porte du village fortifié, surmontée de son campanile en fer abritant une cloche du milieu du XIXe siècle.
- Les anciens lavoirs couverts situés en contrebas du plateau, aujourd'hui au milieu des lotissements.
- Le temple.
- L'église.

### Personnalités liées à la commune
- Alain Danilet (1947-2012) a vécu à Villevieille.
- Antonin Jaussen (27 mai 1871 - 29 avril 1962), prêtre dominicain, ethnologue et archéologue spécialiste du Proche-Orient, est enterré dans le caveau familial du cimetière de la commune.
- Étienne-Joseph de Pavée de Villevieille.

### Héraldique
| Blason de Villevieille | Blason  | De gueules aux quatre tours d'argent, maçonnées de sable, rangées en fasce. |
| Blason de Villevieille | Détails | Le statut officiel du blason reste à déterminer.                            |